# 本北方
本北方（もときたかた）は、千葉県市川市にある地名。現行行政地名は本北方一丁目および本北方三丁目。郵便番号は272-0816。

## 地理

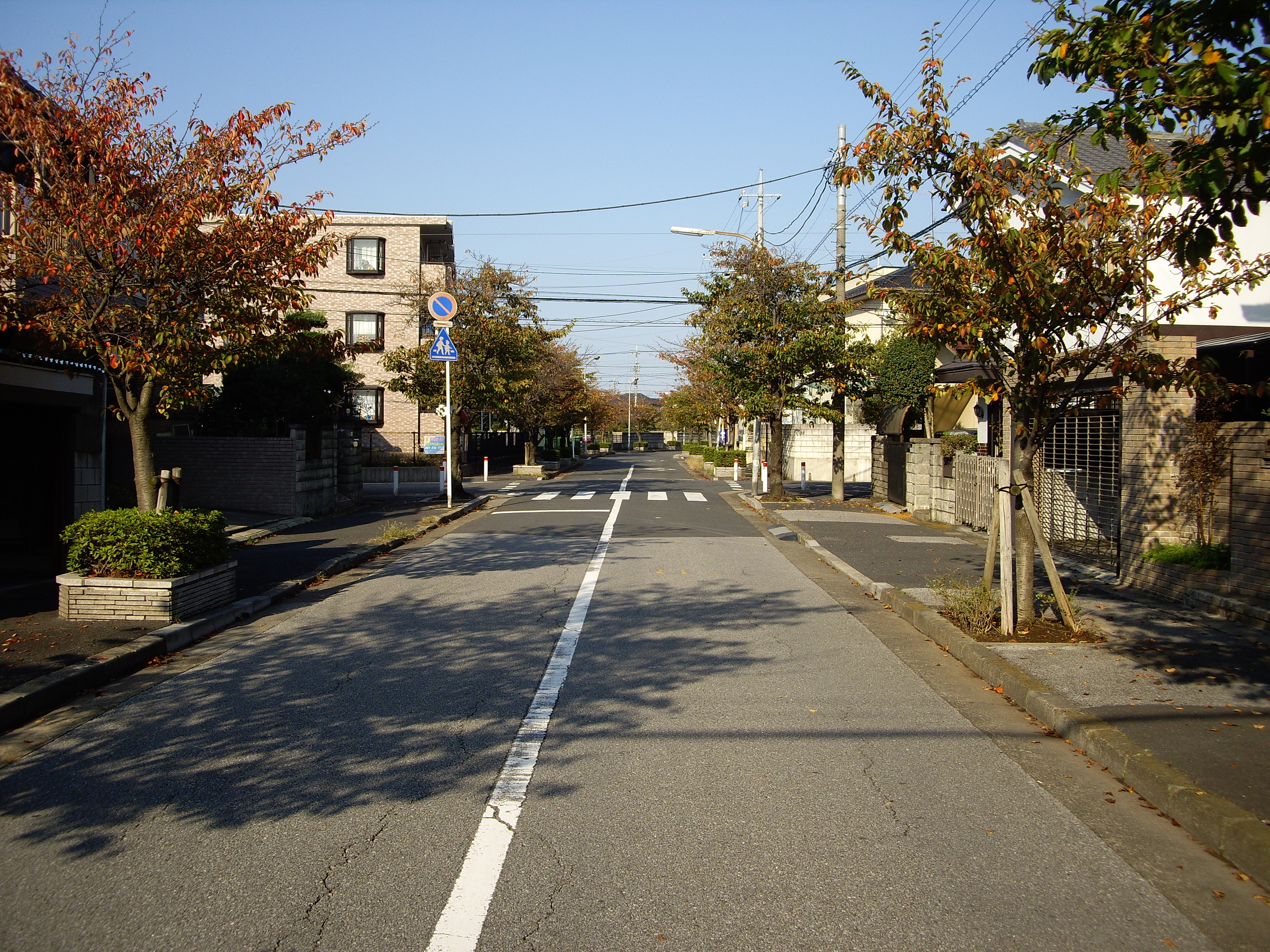
本北方一丁目(1)

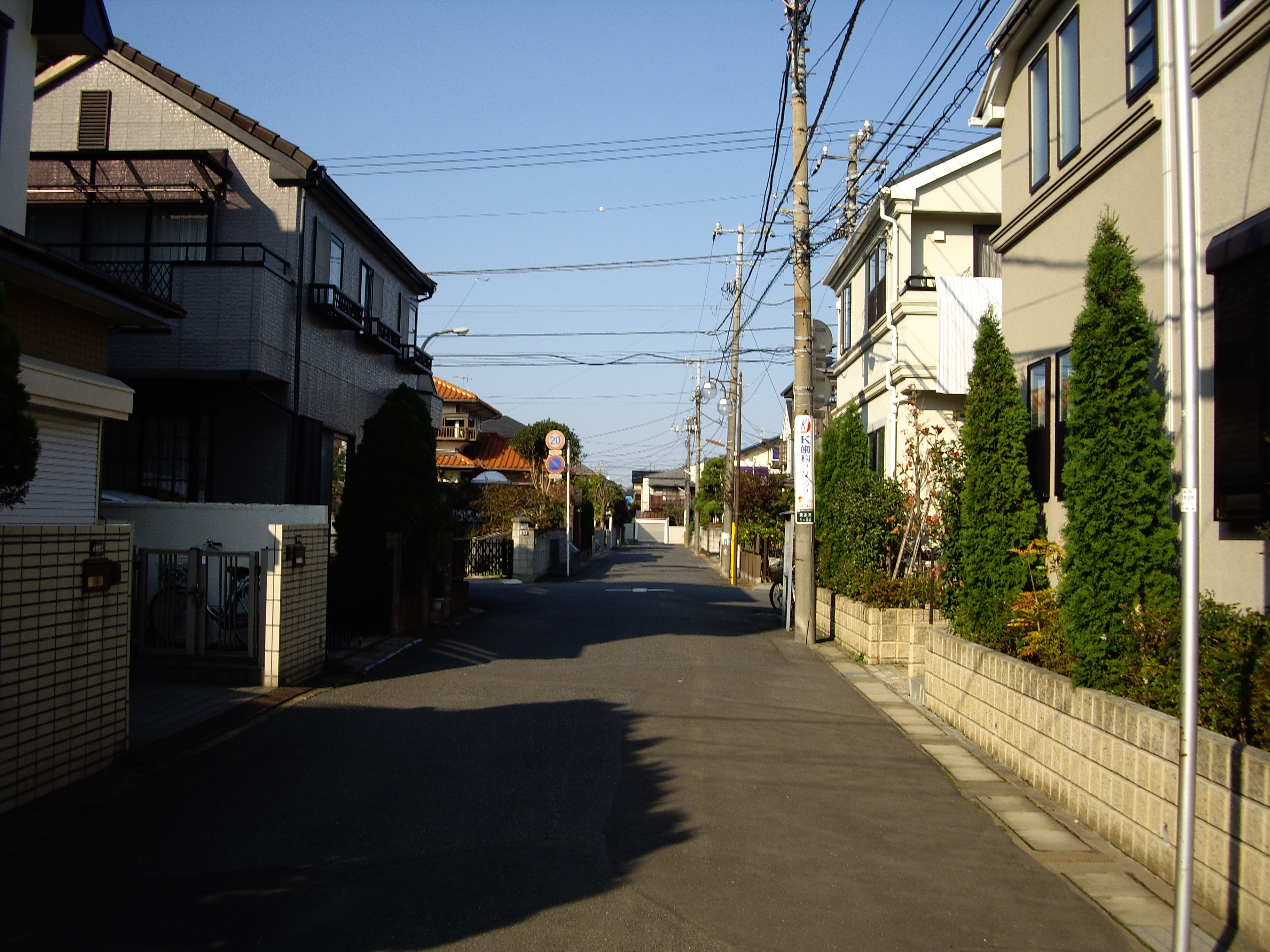
本北方一丁目(2)

市川市北部に位置する。地域内は住宅地となっている。
一丁目に市川本北方郵便局、京葉銀行北方支店、二丁目に市川中山団地、市川中学校・高等学校、三丁目に東部公民館がある。
東は若宮、西は八幡、南は北方、北は北方町・東菅野と接している。

### 地価
住宅地の地価は、2014年（平成26年）1月1日の公示地価によれば、本北方1-17-4の地点で19万8000円/m2となっている。

## 歴史

### 沿革
- 1869年（明治2年） - 葛飾県葛飾郡北方（ぼっけ）村となる。
- 1871年（明治4年） - 廃藩置県、県の統合により印旛県葛飾郡北方村となる。
- 1873年（明治6年） - 県の統合及び、郡の分割により千葉県東葛飾郡北方村となる。
- 1889年（明治22年） - 東葛飾郡中山村、鬼越村、若宮村、高石神村と合併し、東葛飾郡中山村大字北方となる。
- 1924年（大正13年）8月10日 - 中山村が町制施行。東葛飾郡中山町大字北方となる。
- 1934年（昭和9年）11月3日 - 市川町、八幡町、国分村と合併、市制施行。市川市大字北方となる。
- 1951年（昭和26年）12月1日 - 市内の大字を町に変更。それに伴い、市川市北方町（ぼっけまち）一丁目 - 四丁目となる。
- 1969年（昭和44年）9月1日 - 住居表示施行。市川市本北方（もときたかた）一丁目 - 二丁目となる。
- 1970年（昭和45年）9月25日 - 北方町四丁目の一部を本北方二丁目に編入。また、本北方二丁目の一部を北方町四丁目に編入。
- 1971年（昭和46年）6月25日 - 本北方二丁目の一部と北方町四丁目の一部より本北方三丁目を設置。

### 地名の由来
旧来の｢ぼっけ｣ではなく｢きたかた｣としたのは、「ぼっけ」が難読地名であることに配慮しこれを読みやすくしたものである。また、｢北方｣（きたかた）の前身である北方（ぼっけ）は
- 崖の意味である｢ぼっけ｣より。
- 当地に住んだ閑院家の呼び名が北家（ほっけ）であったから。
- 中山領主の北の方が住んでいたことから北方と呼ばれていたから。

という説がある。

## 世帯数と人口
2017年（平成29年）9月30日現在の世帯数と人口は以下の通りである。
| 丁目         | 世帯数    | 人口    |
| ------------ | --------- | ------- |
| 本北方一丁目 | 1,301世帯 | 3,129人 |
| 本北方二丁目 | 1,210世帯 | 2,725人 |
| 本北方三丁目 | 731世帯   | 1,754人 |
| 計           | 3,242世帯 | 7,608人 |

## 小・中学校の学区
市立小・中学校に通う場合、学区は以下の通りとなる。
| 丁目         | 番地                     | 小学校               | 中学校               |
| ------------ | ------------------------ | -------------------- | -------------------- |
| 本北方一丁目 | 1～4番 10～18番          | 市川市立冨貴島小学校 | 市川市立第三中学校   |
| 本北方一丁目 | 19～32番 39～45番        | 市川市立中山小学校   | 市川市立第四中学校   |
| 本北方一丁目 | 5～9番 33～38番 46～50番 | 市川市立北方小学校   | 市川市立下貝塚中学校 |
| 本北方二丁目 | 全域                     | 市川市立北方小学校   | 市川市立下貝塚中学校 |
| 本北方三丁目 | 全域                     | 市川市立若宮小学校   | 市川市立第四中学校   |

## 施設
- 市川市立本北方保育園
- 東部公民館
  - 市川市立図書館東部公民館図書室
- 市川本北方郵便局
- 市川中学校・高等学校